# The Index
The Index, denominato in precedenza One Central Park, è un grattacielo alto 328 metri a destinazione mista situato nell'area del Dubai International Financial Centre (DIFC), il nuovo distretto finanziario a sud della Sheikh Zayed Road a Dubai.

## Descrizione
La particolarità del progetto, ideato da Foster + Partners, risiede nella decisione e nella volontà di mettere in evidenza non solo il sistema portante in calcestruzzo armato, ma anche l'organizzazione funzionale della torre. 
La struttura verticale è costituita da quattro grandi portali con incastellatura ad "A", che si assottigliano leggermente in altezza, irrigiditi da contrafforti rastremati posti su entrambi i lati corti dell'edificio. Questo permette ai piani destinati al terziario di avere tre grandi campate con una luce di 27 metri, corrispondenti alla distanza fra i sette portanti, completamente libere da ingombri strutturali, in cui organizzare, senza alcuna restrizione, la distribuzione interna degli spazi.
La torre è quindi suddivisa in altezza in due grandi blocchi, dichiarati esplicitamente in facciata. Quello inferiore, su 25 livelli, è destinato agli uffici, mentre il superiore, tra il trentatreesimo e l'ottantesimo piano, è destinato a uso residenziale; di questi 47 piani, il settantatreesimo e il settantacinquesimo sono occupati da attici a due piani, mentre il settantasettesimo piano (fino all'ottantesimo) è occupato da attici a tre piani. Questi lussuosi attici in duplex e triplex costituiscono il coronamento dell'edificio, enfatizzato fra l'altro da uno specifico trattamento dell'involucro. Ai due blocchi si sommano, alla base, quattro piani di servizio, racchiusi in un suggestivo foyer. La sky lobby a tre piani, quasi interamente trasparente, costituisce invece la pausa di separazione fra le due parti e serve da ingresso a una serie di servizi per i residenti, tra cui la reception per i 520 appartamenti, un'area soggiorno, ristoranti e un centro benessere, con piscina inclusa.